# Радикондоли
Радикондоли (итал. Radicondoli) — коммуна в Италии, располагается в регионе Тоскана, в провинции Сиена.
Население составляет 1019 человек (2008 г.), плотность населения составляет 8 чел./км². Занимает площадь 132 км². Почтовый индекс — 53030. Телефонный код — 0577.
Покровителями коммуны почитаются святой Симон Кананит и святой апостол Фаддей, празднование 28 октября.

## Демография
Динамика населения:

## Администрация коммуны
- Официальный сайт: http://www.comune.radicondoli.siena.it/